# Studenec (okres Levoča)
Studenec (německy Kallbach, maďarsky Kolbachy, Hydekpatak) je obec na Slovensku v okrese Levoča. První písemná zmínka o obci pochází z roku 1297.
Nachází se v údolí, které obklopují Levočské vrchy, Branisko a Slovenské rudohoří. V minulosti to byla zemědělská vesnice.

## Dějiny
Jméno vesnice se v historii několikrát změnilo. Nejdříve se jmenovala německy Kallbach, později maďarsky Kolbachy nebo Hydekpatak. Nakonec jí zůstalo jméno Studenec – od slova studený – které odkazuje na studený potok, který přes obec protéká.
První písemná zmínka o obci pochází z roku 1264. Traduje se, že vesnička byla založena řeholí, která sídlila na nedaleké Spišské Kapitule. Tato řehole se aktivně podílela na rozvoji obce a starala se o půdu patřící obci a círvki.
Studenec od svého vzniku již dvakrát vyhořel.

## Rodáci
- Karol Antolík (1843 – 1905), lékař a fyzik